# Lijst van Nederlandse deelnemers aan de Olympische Winterspelen van 1984
Dit is een lijst van Nederlandse deelnemers aan de Winterspelen van 1984 in Sarajevo.
| Olympiër             | Sport     | Onderdeel                                    | Ervaring  |
| -------------------- | --------- | -------------------------------------------- | --------- |
| Alie Boorsma         | schaatsen | 500 meter 1000 meter                         | debutant  |
| John Drost           | bobsleeën | tweemansbob                                  | debutant  |
| Hilbert van der Duim | schaatsen | 1000 meter 1500 meter 5000 meter 10000 meter | 2e Spelen |
| Yvonne van Gennip    | schaatsen | 1000 meter 1500 meter 3000 meter             | debutant  |
| Yep Kramer           | schaatsen | 10000 meter                                  | 2e Spelen |
| Geert Kuiper         | schaatsen | 500 meter                                    | debutant  |
| Thea Limbach         | schaatsen | 500 meter 1000 meter 1500 meter 3000 meter   | debutant  |
| Job van Oostrum      | bobsleeën | tweemansbob                                  | debutant  |
| Frits Schalij        | schaatsen | 1500 meter 5000 meter                        | debutant  |
| Hein Vergeer         | schaatsen | 500 meter 1000 meter 1500 meter              | debutant  |
| Ria Visser           | schaatsen | 500 meter 1500 meter 3000 meter              | 2e Spelen |
| Robert Vunderink     | schaatsen | 5000 meter 10000 meter                       | debutant  |
| Jan Ykema            | schaatsen | 500 meter 1000 meter                         | debutant  |